# Asoka de Zoysa Gunawardana
Asoka de Zoysa Gunawardana (6 augustus 1942 - 26 november 2004) was een Sri Lankaans rechter.

## Levensloop
Gunawardana studeerde in 1969 af aan de Universiteit van Ceylon in Colombo en slaagde zeven jaar later voor zijn doctorsgraad in internationaal recht aan de Universiteit van Sydney. Verder behaalde hij in 1993 nog een diploma in mensenrechten aan het Raoul Wallenberge-instituut dat deel uitmaakt van de Universiteit van Lund in Zweden.
Vanaf juni 1967 was hij werkzaam als advocaat bij het hooggerechtshof in Sri Lanka en werd hij vijf jaar later kroonadvocaat in het kantoor van de procureur-generaal. Sinds november 1984 was hij advocaat bij zowel het High Court van Australië als het Supreme Court aldaar in New South Wales. Hier werd hij in 1986 benoemd tot  advocaat-generaal (solicitor-general).
In 1988 werd hij rechter en vanaf 1996 president van het Hof van Beroep in zijn land. In december van hetzelfde jaar werd hij vervolgens rechter van het hooggerechtshof. Vervolgens werd Gunawardana in 2001 beëdigd als rechter van de gezamenlijke Kamers van Beroep van het Joegoslavië-tribunaal en het Rwanda-tribunaal in Den Haag.
Gunawardana vertegenwoordigde zijn land tijdens een groot aantal internationale symposia in onder meer de VS, Zweden, Griekenland, India en China. Daarnaast gaf hij les aan de Aristoteles-universiteit van Thessaloniki. Hij bracht verschillende publicaties voort op het gebied van internationaal recht en internationale mensenrechten die in vooraanstaande vakbladen werden gepubliceerd, onder meer over persvrijheid ten tijde van een oorlog.